# Marianne de Béquet
Pour les articles homonymes, voir Béquet.
La Marianne de Béquet est une série de timbres français d’usage courant, émis le 2 janvier 1971 pour les deux premières valeurs, afin de remplacer la Marianne de Cheffer et retirés de la vente le 7 juillet 1978 pour laisser place à la Sabine de Gandon.

## Description
Ces timbres portent sur un fond de couleur uni un petit portrait stylisé de Marianne coiffée d'un bonnet phrygien, les mentions « Postes » et « République française » et, en gros caractères, la valeur faciale libellée en francs sans indication du symbole monétaire. Le cahier des charges obligeait, à la suite de récents changements de tarifs, que les différentes valeurs faciales soient facilement identifiables par les postiers. La tête de Marianne, à qui la femme de Pierre Béquet a servi de modèle, est donc plus réduite qu'à l'habitude par rapport à la valeur faciale. Cette disproportion fait que le timbre est mal accueilli, parfois même qualité de « hideux ».
| Valeur faciale | Couleur | Émission   | Retrait    | Remarques                    |
| -------------- | ------- | ---------- | ---------- | ---------------------------- |
| 0,45 F         | bleu    | 08/02/1971 | 07/07/1978 | typographie                  |
| 0,50 F         | rouge   | 08/02/1971 | 07/07/1978 | taille-douce                 |
| 0,60 F         | vert    | 07/10/1974 | 15/09/1976 | typographie                  |
| 0,60 F         | vert    | 07/10/1974 | 15/09/1976 | taille-douce issu de carnets |
| 0,80 F         | rouge   | 07/10/1974 | 15/09/1976 | taille-douce                 |
| 0,80 F         | vert    | 02/08/1976 | 21/07/1978 | typographie                  |
| 0,80 F         | vert    | 02/08/1976 | 09/06/1978 | taille-douce issu de carnets |
| 1,00 F         | rouge   | 02/08/1976 | 21/07/1978 | taille-douce                 |

Les timbres sont dessinés par Pierre Béquet. La gravure est assurée par Pierre Béquet pour les timbres imprimés en taille-douce — le nom de Béquet apparaît sur ces timbres — et par Jean Miermont pour ceux imprimés en typographie.
Le 0,50 franc rouge sert à La Réunion avec la surcharge « 25 f CFA », alors monnaie en vigueur dans ce département d'outre-mer.